# Tim Heide
Tim Heide (* 1959 in Hamburg) ist ein deutscher Architekt in Berlin.

## Leben
Seit Mitte der 1980er Jahre Architekt in Berlin; Studium von Architektur, Design und Kommunikationswissenschaften an der Universität der Künste Berlin und an der TU Berlin.
1988 wurde der Wettbewerb um den Bau einer Grundschule und Kindertagesstätte mit Turnhalle und Außenbereichen ausgeschrieben. Heide und Büropartner gewannen den Architekturwettbewerb der Athene-Grundschule. Der Bau gestaltete sich als besonders schwierig, da das Grundstück, welches ehemals zu einer Gärtnerei gehörte, begrenzt war und zudem alte Baumbestände enthielt. Aus diesem Grund wurde das Gebäude so konzipiert, sodass die Sportflächen auf dem Dach des Gebäudes ihren Platz fanden. Ab 1990 wirkte er als Professor für Baukonstruktion und Entwerfen an der TU Berlin.

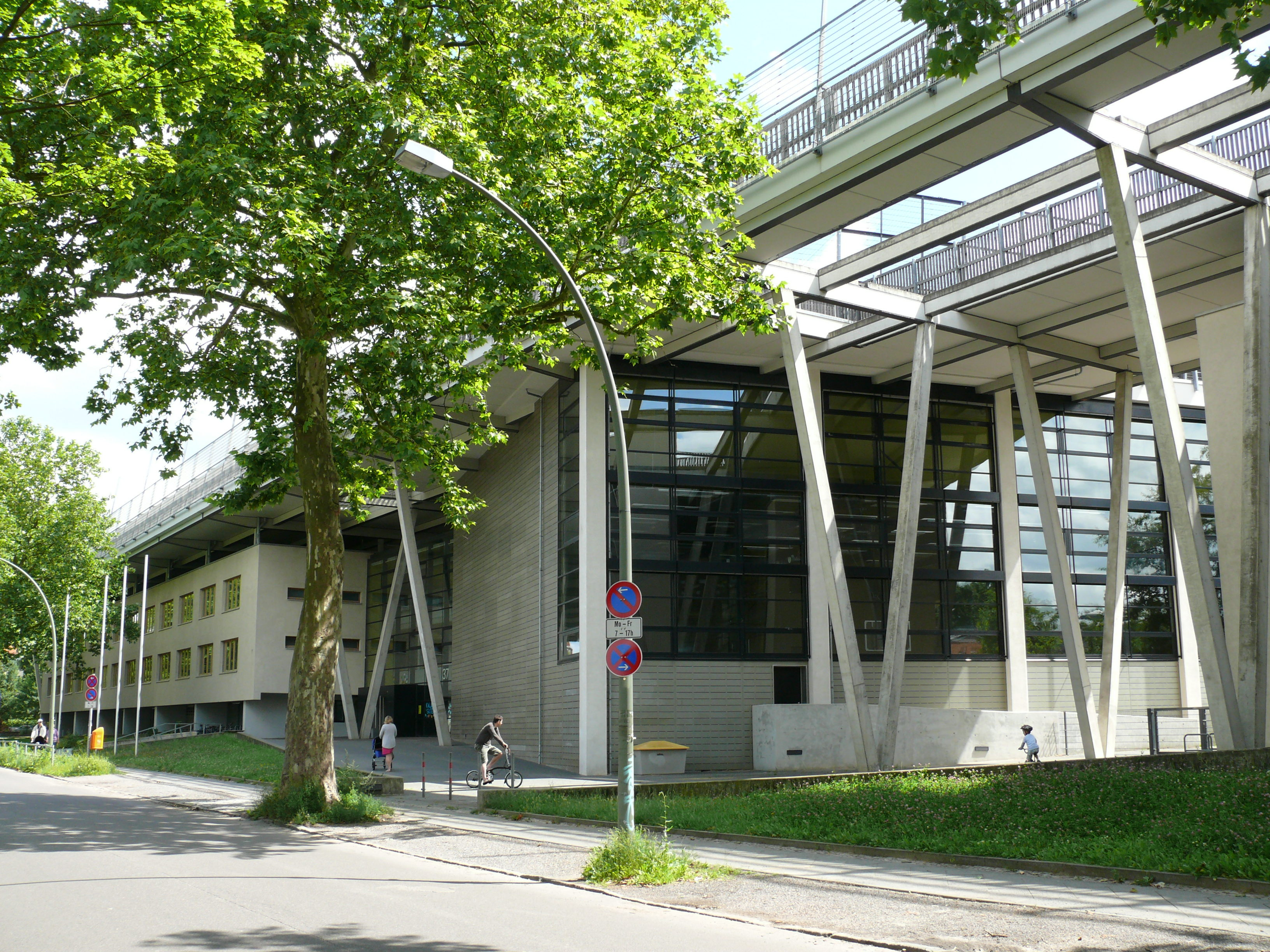
Athene-Grundschule: Raumstrukturen

## Architektur
Heide vertritt eine semantische Architektur.

## Werke
– unvollständig –
- 1993/97 Zwei Wohnbauten in Altglienicke
- 2008/11 Flottwell Zwei, Flottwellstraße 2, Schöneberg, Berlin, Heide & von Beckerath
- 2010/13 R50 Cohousing, Kreuzberg, Berlin, mit den Architekten: ifau and Jesko Fezer
- 2012/18 IBeB, Südliche Friedrichstadt, Kreuzberg, Berlin, kollektives Wohnprojekt gefördert vom Berliner Senat

Ferner nahm er an zahlreichen Wettbewerben teil, u. a.:
– unvollständig –
- 1997 Schock Schwere Not, Palast der Republik, Heide von Beckerath Alberts, Berlin
- 2020 Hubertusallee 1, Berlin, Heide & von Beckerath

## Engagement
Tim Heide ist seit 2019 Vorsitzender des Werkbund Berlin, Subgliederung Berlin des Deutschen Werkbundes.